# Lahonce
Lahonce település Franciaországban, Pyrénées-Atlantiques megyében. Lakosainak száma 2736 fő (2022. január 1.). Lahonce Saint-Martin-de-Seignanx, Tarnos, Bayonne, Mouguerre és Urcuit községekkel határos.

## Népesség
A település népességének változása:
| Lakosok száma | 2139 | 2334 | 2397 | 2418 | 2462 | 2506 | 2549 | 2681 | 2736 |
|               | 2013 | 2015 | 2016 | 2017 | 2018 | 2019 | 2020 | 2021 | 2022 |